# To Love Somebody
A To Love Somebody a Bee Gees együttes Bee Gees First albumának kislemeze, mely 1967-ben jelent meg. A dalt Barry és Robin Gibb írta.

## Közreműködők
- Barry Gibb – ének, gitár
- Robin Gibb – ének, orgona
- Maurice Gibb – ének, basszusgitár, zongora, gitár
- Vince Melouney – gitár
- Colin Petersen – dob
- stúdiózenekar Bill Shepherd vezényletével
- hangmérnök – Mike Claydon

producer: Robert Stigwood, Ossie Byrne

## A lemez dalai
- To Love Somebody (Barry és Robin Gibb) (1967), mono 3:00, ének: Barry Gibb
- Close Another Door (Barry és Robin és Maurice Gibb) (1967), mono 3:29, ének: Robin Gibb

## Megjegyzés
A számok az IBC Studio-ban lettek rögzítve mono és stereo változatban.

## Feldolgozások
A dalt több előadó is műsorára tűzte, többek közt Lulu, a The Animals, Janis Joplin, Bonnie Tyler, Michael Bolton, Jimmy Somerville és Michael Bublé is; bizonyos változatok legalább az eredeti ismertségét is elérték, mint Bolton és Somerville feldolgozása.